# Río Chiar Joko
Río Chiar Joko är ett vattendrag i Bolivia.   Det ligger i departementet La Paz, i den västra delen av landet, 500 km nordväst om huvudstaden Sucre.